# FRIDAY TO SUNDAY
「FRIDAY TO SUNDAY」（フライデー・トゥ・サンデー）は、1982年4月21日に発売された角松敏生通算2作目のシングル。

## 解説
本作は、アルバム『WEEKEND FLY TO THE SUN』からのリカット・シングル。角松敏生によれば、セカンド・アルバムの本作はロサンゼルスでの著名ミュージシャンによるレコーディングだったが、TOM TOM 84による隙間を大切にした古いソウルのアレンジは自身、当時から好みではなかったという。
「FRIDAY TO SUNDAY」はアルバムでは次曲「PRELUDE」と続けて収録されているが、シングルでは早めにフェードアウトされている。
カップリング曲「I'LL CALL YOU」はアルバム未収録曲で、11年後の1993年に発売されたベスト・アルバム『1981-1987』に、オリジナル・トラックから女性コーラス、ホーンセクション、間奏部の語りのみを残して他のすべてが打ち込みに差し替えられたリテイク・ヴァージョンで収録。「I'LL CALL YOU」の歌詞は1982年当時のファッション雑誌『コスモポリタン』の記事にあった“男からのまた電話するよというセリフは、さよならという意味”といったタイトルだったと思うが、そこからヒントを得て作ったものだったと思うという。
ジャケット裏面には両曲の歌詞のほか、アルバム『WEEKEND FLY TO THE SUN』の発売告知が記載されている。

## 収録曲

### Side 1
1. FRIDAY TO SUNDAY  –  (4:41)
角松敏生 作詞・作曲 / TOM TOM 84 編曲

### Side 2
1. I'LL CALL YOU  –  (4:37)
角松敏生 作詞・作曲 / TOM TOM 84 編曲

## クレジット
- 担当ディレクター：岡村右